# Horizontes perdidos
Horizontes perdidos (original en inglés, Lost Horizon) es una novela escrita por James Hilton y publicada en 1933. Relata la llegada de un grupo de extranjeros al monasterio tibetano de Shangri-La, un lugar utópico y paradisíaco en los Himalayas. Es considerada el prototipo de metáfora de búsqueda de la espiritualidad oriental y de la sociedad perfecta.
Su presenta una sociedad pacífica, donde gobiernan unos sabios lamas en paz, se considera un clásico de la literatura utópica, y el mítico Shangri-La un reflejo de la budista Shamballa, un símbolo del gobierno perfecto basado en la sabiduría.
La novela ha sido adaptada por dos veces al cine, la primera en 1937, dirigida por Frank Capra y la segunda en 1973, dirigida por Charles Jarrott.

## Argumento
En mayo de 1931, durante una revuelta contra el Raj Británico en Baskul, Afganistán, el cónsul del Imperio, Hugh Conway, su asistente, el capitán Charles Mallinson, la misionera cristiana Roberta Brinklow y el comerciante estadounidense Henry D. Barnard son evacuados en el avión privado del maharajá de Chadapore hacia un destino seguro. Sin embargo, en pleno vuelo se percatan del cambio de rumbo y de que el piloto del avión les es desconocido, aspectos ambos ante los que cada pasajero demuestra su personalidad.
Tras un repostaje en medio de una tormenta de nieve, el avión finalmente aterriza precariamente en una pequeña meseta cercana a una gran montaña azulada, el Karakal. Allí les sale al encuentro una comitiva procedente de un monasterio lamaísta, presidida por un chino de edad indeterminada llamado Chang. Ante la escasez de posibilidades, los cuatro refugiados siguen al desconocido y se encuentran con el monasterio y valle de Shangri-La, un oasis en clima y temperatura en el Valle de la Luna Azul, presidido por el Karakal.
Shangri-La es un gran monasterio que dispone de muchas comodidades occidentales, tales como baños, instrumentos musicales y una gran biblioteca. Su estilo general recuerda a Conway a Oxford, pero en medio del Himalaya. Con la promesa de esperar al siguiente grupo de porteadores que llegarán al monasterio, los extranjeros son acogidos y se pone a su disposición toda clase de comodidades.
Cada refugiado se dedica a labores diferentes. Conway, conocedor de la lengua china y algo de tibetano, entabla largas conversaciones con Chang y visita con asiduidad la biblioteca. Brinklow, decidida a fundar una misión católica en Shangri-La, comienza a estudiar tibetano y a conocer su cultura. Barnard, a su vez, se muestra feliz en el monasterio, debido principalmente a que se trata en realidad de Chalmers Bryant, un empresario en la ruina perseguido por la policía bajo el cargo de estafa. Mallinson, por su parte, desconfía de las intenciones de los lamas y solo encuentra consuelo en una de las aprendices del monasterio, una joven china llamada Le-Tsen.
Transcurrido un mes en la más total placidez, el Gran Lama del monasterio hace llamar a Conway, un privilegio que no había sido otorgado a ningún extranjero antes y este le cuenta la historia del monasterio. Desde la llegada al valle de un misionero capuchino luxemburgués enviado por Roma en el siglo XVII, el padre Perrault, hasta la llegada de varios exploradores alemanes, pasando por la fundación del monasterio y de las leyes que rigen el valle, basadas en la moderación y el respeto. Al término de la historia, Conway comprende dos verdades: que el Gran Lama no es otro que el padre Perrault, preservado de los estragos de la edad gracias a una planta del valle y a su especial clima y que ningún extranjero ha salido del valle sin encontrar la muerte, ya por la naturaleza ya por la pérdida de la saludable atmósfera de Shangri-La.
Perrault construyó el santuario como un recinto de paz, «donde gobiernan los mejores, no los más fuertes», en el que pudiera perdurar la cultura y espiritualidad del mundo, en un tiempo en el que parecía que la guerra iba a acabar con todo. Conway, veterano de la Primera Guerra Mundial, comparte este deseo y se compromete con él.
Sin poder decir nada a sus compañeros, Conway se inicia en el proceso de convertirse en lama mediante el estudio, la música y la meditación, ayudado por largas conversaciones con Perrault. Cuando este, finalmente, le comunica su deseo de que Conway se convierta en el siguiente Gran Lama y muere, Mallinson ha decidido, de acuerdo con Le-Tsen, escapar del valle aprovechando la llegada de una partida de suministros. El antiguo cónsul duda, pero finalmente sale con ellos, llegando a la India en un estado de salud lamentable, donde es atendido por unas monjas y auxiliado por la propia Le-Tsen, a la que la salida de Shangri-La ha revelado su verdadera edad, más de cien años, provocando un envejecimiento repentino y su muerte.
Todo este relato llega a manos de dos antiguos compañeros de Conway, Rutherford y el escritor, que, al intentar buscar de nuevo a Conway, solo averiguan que ha vuelto «al noroeste».

## Influencias
Entre los temas principales del libro destaca la alusión a que una guerra de proporciones catastróficas pudiera destruir toda la civilización, por lo que, en previsión, el Gran Lama fundó Shangri-La. Es el mismo punto de partida que la saga de la Fundación de Isaac Asimov, esta última en escala galáctica. El Gran Lama, en un diálogo paralelo a cualquiera de Hari Seldon, afirma:

"Presagio un tiempo en el que el hombre, exultante en la técnica del homicidio, montará con tanta cólera contra el mundo, que todas las cosas preciosas estarán en peligro, cada libro y pintura, todos los tesoros acumulados durante dos milenios..."

Respecto a las fuentes de Hilton, se ha afirmado que se basó en los relatos en torno a la frontera tibetana publicados en el National Geographic por el explorador y botánico Joseph Rock. Rock visitó varias comunidades monásticas remotas, como Muli, muy similar a la ficticia Shangri-La. Una de esas poblaciones, Zhongdian, ha sido renombrada oficialmente Shangri-La (en chino Xianggelila) como inspiradora de la novela.

## Recepción y críticas

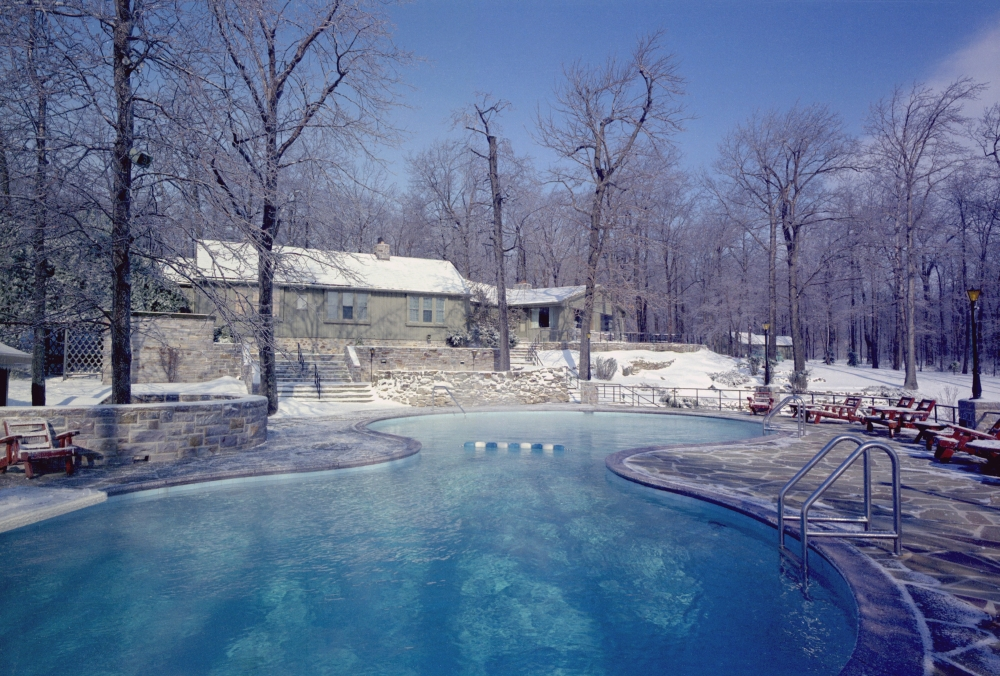
Edificio principal de Camp David en 1971.

La novela comenzó a ganar notoriedad tras la publicación del siguiente libro de Hilton, Adiós, Mr. Chips, en 1934. El éxito se reafirmó en la reedición en bolsillo en 1939, convirtiéndose Shangri-La en un icono popular. El presidente de los Estados Unidos Franklin D. Roosevelt bautizó como el monasterio de Horizontes perdidos a la residencia presidencial actualmente llamada Camp David.
Además de las adaptaciones cinematográficas, el libro sirvió de base para un musical de Broadway de 1956, Shangri-La, que tuvo escaso éxito y para una serie de novelas radiofónicas de la BBC Radio 4. Así mismo, se considera que la película Star Trek: Insurrection está inspirada en la obra de Hilton.
La novela tuvo una secuela no oficial, Shangri-la: The Return to the World of Lost Horizon, de  Eleanor Cooney y Daniel Altieri.
Un portaaviones de la Armada de Estados Unidos fue bautizado USS Shangri-La.
En el videojuego Far Cry 4  hay cuatro misiones secundarias cuyo objetivo es encontrar las thangka que cuentan la leyenda de Kalinag, un guerrero sagrado que fue enviado a encontrar el Shangri - La, en un país ficticio  llamada Kyrat, en el Himalaya.

## Adaptaciones al cine
El libro ha sido adaptado al cine en tres ocasiones:
- Lost Horizon (1937), dirigida por Frank Capra
- Lost Horizon (1973), adaptación musical dirigida por Charles Jarrott.
- Bridge of Time (1997) película para la televisión dirigida por Jorge Montesi.